# ماهی سرسخت
ماهی سرسخت (نام علمی: Mylopharodon conocephalus) نام گونه‌ای از تیره کپورماهیان است.